# Onodera Tatsuya
Tatsuya Onodera (小野寺 達也 Onodera Tatsuya, sinh ngày 4 tháng 8 năm 1987 ở Kanagawa) là một cầu thủ bóng đá người Nhật Bản. Hiện tại anh thi đấu cho Giravanz Kitakyushu.

## Thống kê sự nghiệp
Cập nhật đến ngày 23 tháng 2 năm 2017.
| Thành tích câu lạc bộ | Thành tích câu lạc bộ | Thành tích câu lạc bộ | Giải vô địch | Giải vô địch | Cúp                   | Cúp                   | Cúp Liên đoàn | Cúp Liên đoàn | Tổng cộng | Tổng cộng |
| Mùa giải              | Câu lạc bộ            | Giải vô địch          | Số trận      | Bàn thắng    | Số trận               | Bàn thắng             | Số trận       | Bàn thắng     | Số trận   | Bàn thắng |
| Nhật Bản              | Nhật Bản              | Nhật Bản              | Giải vô địch | Giải vô địch | Cúp Hoàng đế Nhật Bản | Cúp Hoàng đế Nhật Bản | J. League Cup | J. League Cup | Tổng cộng | Tổng cộng |
| --------------------- | --------------------- | --------------------- | ------------ | ------------ | --------------------- | --------------------- | ------------- | ------------- | --------- | --------- |
| 2010                  | Tochigi SC            | J2 League             | 5            | 0            | 0                     | 0                     | -             | -             | 5         | 0         |
| 2011                  | Tochigi SC            | J2 League             | 9            | 0            | 1                     | 0                     | -             | -             | 10        | 0         |
| 2012                  | Tochigi SC            | J2 League             | 29           | 3            | 1                     | 0                     | -             | -             | 30        | 3         |
| 2013                  | Tochigi SC            | J2 League             | 5            | 0            | 1                     | 0                     | -             | -             | 6         | 0         |
| 2014                  | Tochigi SC            | J2 League             | 40           | 2            | 0                     | 0                     | -             | -             | 40        | 2         |
| 2015                  | Tochigi SC            | J2 League             | 33           | 1            | 1                     | 0                     | -             | -             | 34        | 1         |
| 2016                  | V-Varen Nagasaki      | J2 League             | 4            | 0            | 1                     | 0                     | -             | -             | 5         | 0         |
| Tổng cộng sự nghiệp   | Tổng cộng sự nghiệp   | Tổng cộng sự nghiệp   | 125          | 6            | 5                     | 0                     | 0             | 0             | 130       | 6         |